# Universitet (Moskvas tunnelbana)
Universitet (ryska: Университе́т), namngiven efter det närliggande Moskvauniversitetet, är en tunnelbanestation på Sokolnitjeskajalinjen i Moskvas tunnelbana.
Stationen öppnade den 1 december 1959 och är av typen trevalvs djupliggande pylonstation, med vit marmor som beklädnad på pylonerna. Stationens två runda vestibuler ligger på var sida om Prospekt Vernadskogo där den korsar Lomonosovskij Prospekt.

## Galleri

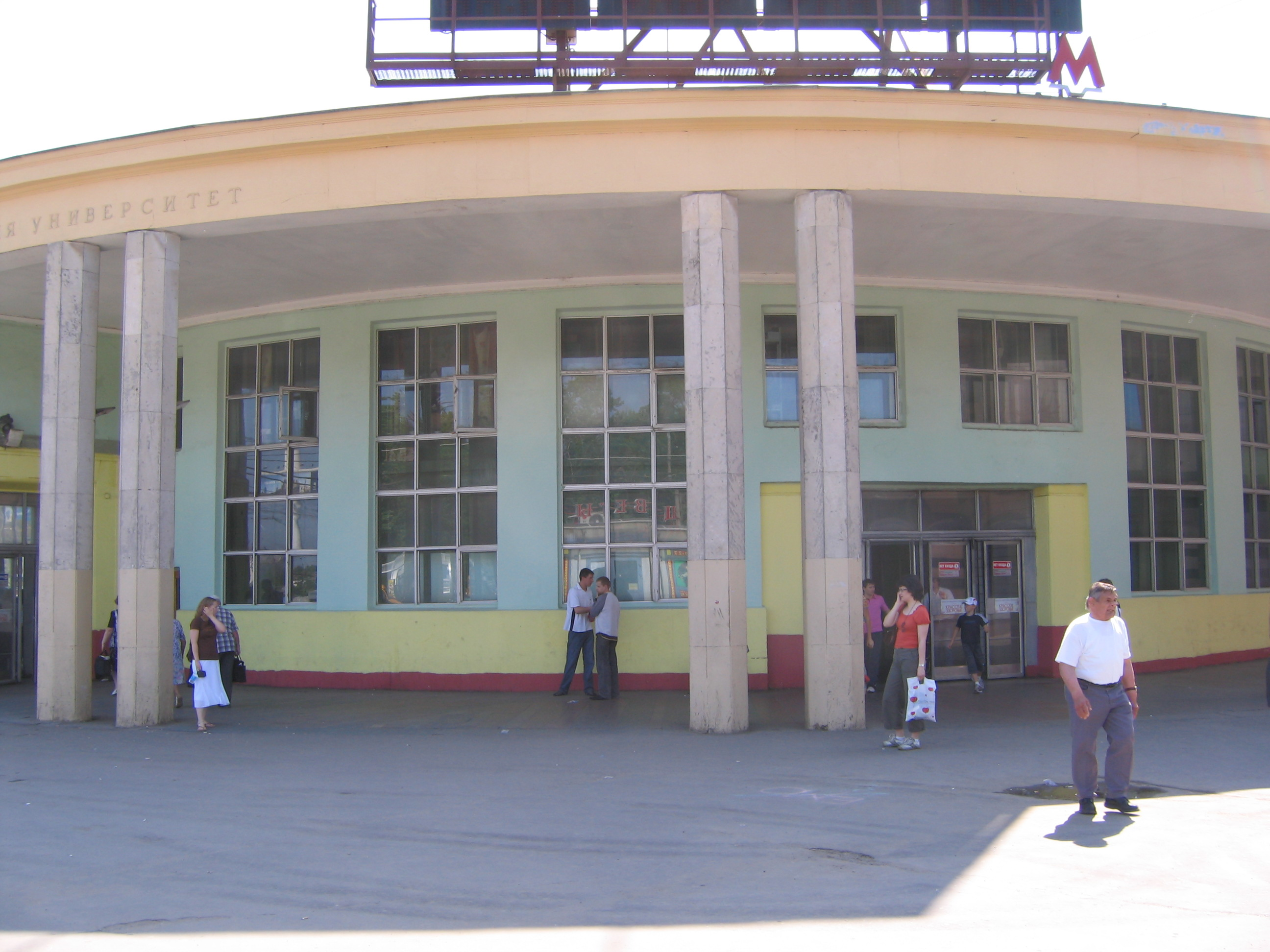
Vestibul
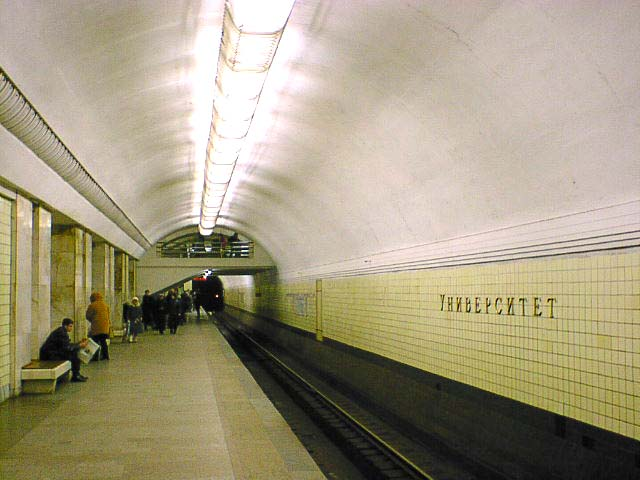
Plattform